# علي أباد دهكرد
علي أباد دهكرد هي قرية في مقاطعة سميرم، إيران. يقدر عدد سكانها بـ 179 نسمة بحسب إحصاء 2016.